# 波尔帕茨
波尔帕茨，是匈牙利沃什州所辖的一个村，总面积6.19平方公里，总人口160，人口密度25.8人/平方公里（2010年1月1日）。